# Софијски први љетопис
Софијски први љетопис (рус. Софииская первая летопись) је руски љетопис (хроника) повезана са саборном црквом Свете Софије у Новгороду у Русији. Копије овог љетописа, данас постоје у двије верзије: „Стари извод“, који се завршава са 1418. годином и „Млади извод“ (каснији извод) који се завршава са 1471, са спорадичним додатком у једној од копија и до 1508. године.
За ово дјело, заједно са Новгородским четвртим љетописом, вјерује се да је написано од заједничког извора. Руски филолог Алексеј Шахматов, ова два дијела заједно назива Новгородско-Софијски корпусом дијела.